# Jésuitesses
Les Jésuitesses est le nom donné à un ordre de femmes institué d'après les sources anciennes en 1534 au moment de la création de la Compagnie de Jésus par deux Anglaises, Warda et Tuittia, alors installées en Flandre.
Les différentes encyclopédies françaises du XIXe siècle (Dezobry et Bachelet, Bouillet, , etc.), basées sur le Grand dictionnaire historique de Louis Moréri (1714, p. 98), reprennent ces noms et cette date mais les sources modernes n'authentifient pas cette fondation ni ces noms. La similitude du nom Warda avec la religieuse Mary Ward semble confirmer leurs confusions. La Compagnie de Jésus n'a jamais accepté les femmes, à l'exception de Jeanne d'Autriche (1535-1573).
Robert Southey en 1850 identifie les deux noms comme Mary Ward et Mrs Twitty, noms confirmés par Mary Catherine Elizabeth Chambers et Henry James Coleridge (en) en 1882 dans The Life of Mary Ward (1585-1645). En 1891 Ebenezer Cobham Brewer remarque que les noms Warda et Tuittia ne sont pas de consonances anglaises sans pour autant remettre en cause la fondation.
Vraisemblablement, il s'agit en réalité de la fondation de la congrégation religieuse dite « Jésuitesses » ou Jésuitines des dames anglaises par Mary Ward en 1616.
Urbain VIII, conseillé par Valérien Magni la dissout dès 1631.

## Description
Comme leurs équivalents masculins de la Compagnie de Jésus, elles faisaient vœu de pauvreté, de chasteté et d'obéissance mais elles n'étaient pas cloitrées et elles prêchaient dans les églises.

## Histoire
Dès le commencement de la Compagnie de Jésus, se pose la question de l'admission des femmes dans la Compagnie. En 1545, à la demande de Paul III, Ignace de Loyola accepte la création d'une ramification féminine de la Compagnie. Plusieurs femmes y prononcent donc leurs vœux, puis Ignace de Loyola présente ses arguments contre cette création et obtient en 1549 une dispense du Pape qui permet de délier de leurs vœux ces quelques religieuses. Une seule femme est admise dans la Compagnie, en 1555, sur la recommandation de François Borgia et avec l'accord d'une commission elle-même approuvée par Ignace de Loyola : Jeanne d'Autriche (1535-1573), princesse de Portugal (mère de Sébastien Ier, roi de Portugal), reçue sous le pseudonyme masculin de Mateo Sánchez.
Le Dictionnaire portatif des femmes célèbres de 1788 écrit : « Warda & Tuittia, filles Angloises, excitées par le P. Gerard, Jésuite, & quelques autres de cette compagnie, instituèrent un ordre de Jésuitesses... ».
Si l'on considère comme erronée la fondation d'un ordre féminin des Jésuitesses au même moment que celle de la Compagnie de Jésus en 1534 par Warda et Tuittia, il faut trouver l'origine d'une première congrégation dans la communauté, dite Jésuates de saint-Jérôme, basée sur les mêmes principes que la Compagnie de Jésus, qui est fondée en 1545 par Isabelle Rozel à Rome. Ignace de Loyola, ne voulut pas refuser Rozel cette direction en raison de ses bienfaits à Barcelone, mais obtient du pape qu'elle ne soit pas considérée comme un organisme de la Compagnie de Jésus. Elle disparait comme la maison mère en 1631.
La congrégation religieuse des dames anglaises dite Jésuitesses fondée par Mary Ward à Liège en 1616 puis à Rome en 1621, a pour héritière de nos jours deux groupes indépendants : la branche anglaise de la congregatio Jesu et la branche irlandaise de l'institut de la Bienheureuse Vierge Marie dont les sœurs sont couramment appelées sœurs de Lorette. Il s'agit de la première congrégation religieuse féminine de spiritualité ignacienne.